# Coenotephria juvenilata
Coenotephria juvenilata är en fjärilsart som beskrevs av Hans Zerny 1933. Coenotephria juvenilata ingår i släktet Coenotephria och familjen mätare. Inga underarter finns listade i Catalogue of Life.